# Campbell River (Discovery Passage)
Der Campbell River ist ein 35 km langer Fluss im Nordosten von Vancouver Island in der kanadischen Provinz British Columbia. Benannt ist er nach dem Mediziner Samuel Campbell der britischen Royal Navy, welcher mit Kapitän George Henry Richards auf den Schiffen HMS Plumper und HMS Hecate die Küstengewässer befuhr.

## Flusslauf
Der Fluss bildet den Abfluss des Upper Campbell Lake. Dieser wird durch den Strathcona Dam abflussreguliert und bildet bei Wasserspiegelhöhen von mehr als 212 m zusammen mit dem südlich gelegenen Buttle Lake einen einzigen Stausee. 3 km unterhalb des Upper Campbell Lake erreicht der Campbell River das obere Ende des Campbell Lake, ebenfalls abflussreguliert. Unterhalb des Staudamms strömt der Fluss 1,5 km nach Norden zum oberen Ende des 8 km langen Stausees John Hart Lake. Unterhalb des John Hart Dam fließt der Campbell River noch 8 km in östlicher Richtung bis zu seiner Mündung. Am Unterlauf liegen die Wasserfälle Deer Falls und Elk Falls. Diese befinden sich innerhalb des Elk Falls Provincial Parks. Der Fluss mündet schließlich bei der gleichnamigen Stadt in ein Ästuar, das sich zur Discovery Passage nördlich der Straße von Georgia hin öffnet. Der Kwak'wala-Name für den Fluss sowie für die Siedlung nahe seiner Mündung heißt Tla'mataxw.

## Hydrologie
Der Campbell River entwässert ein Areal von 1750 km². Der mittlere Abfluss 4 km oberhalb der Mündung beträgt 99 m³/s. Der Fluss führt fast das ganze Jahr viel Wasser. Lediglich in den Sommermonaten August und September geht der Abfluss merklich zurück.

## Fischfauna
Dieses Ästuar beherbergt alle fünf Lachsarten (Königslachs, Silberlachs, Buckellachs, Ketalachs und Rotlachs) sowie Meerforellen (Steelhead und Cutthroat). Im Flusssystem kommen Regenbogenforelle, Cutthroat-Forelle und Dolly-Varden-Forelle vor.
Der Campbell River hat seit dem 7. März 2000 den Status eines British Columbia Heritage River.

## Wasserkraftnutzung
Am Flusslauf befinden sich drei Stauseen mit jeweils einem Wasserkraftwerk.

### Strathcona-Wasserkraftwerk
Der Strathcona Dam wurde zwischen 1955 und 1958 von der BC Power Commission errichtet. Er staut den Upper Campbell Lake. Das Stauziel liegt bei 220,98 m. Oberhalb von 212 m bildet der Upper Campbell Lake mit dem oberstrom gelegenen See Buttle Lake eine einzige Wasserfläche. Das Strathcona-Wasserkraftwerk liegt unterhalb des Upper Campbell Lake. 1968 wurde das Kraftwerk um eine zweite Einheit erweitert. Es besitzt eine installierte Gesamtleistung von 65 MW.

### Ladore-Wasserkraftwerk
Unterhalb des Campbell Lake befindet sich das Ladore-Wasserkraftwerk. Der Damm wurde 1949 fertiggestellt. Das Kraftwerk wurde 1957 fertiggestellt. Es besitzt zwei Einheiten mit einer installierten Gesamtleistung von 47 MW.

### John-Hart-Wasserkraftwerk
5 km oberhalb der Mündung, unterhalb der Elk Falls, befindet sich am rechten Flussufer das 1947 von der BC Power Commission in Betrieb genommene John-Hart-Wasserkraftwerk. Über drei Druckleitungen gelangt das Wasser vom John Hart Lake zu sechs Einheiten. Diese haben eine installierte Gesamtleistung von 126 MW. Das Kraftwerk, das mittlerweile von BC Hydro betrieben wird, wird seit dem Frühjahr 2014 modernisiert. Die Maßnahmen sollen 2018/2019 fertiggestellt sein.

## Namensherkunft
Der Fluss wurde nach Samuel Campbell benannt, der von 1857 bis 1861 Schiffsarzt auf der HMS Plumper war. Campbell Bay auf Mayne Island und Samuel Island wurden ebenfalls nach ihm benannt. Außerdem noch Campbell Point am Loughborough Inlet und Campbell Island, auf welcher die Siedlung Bella Bella liegt.